# Arnbackia novaezelandiae
Arnbackia novaezelandiae är en sjöpungsart som beskrevs av Brewin 1950c. Arnbackia novaezelandiae ingår i släktet Arnbackia och familjen Styelidae. Inga underarter finns listade i Catalogue of Life.